# Le Bas-Ségala
Le Bas-Ségala è un comune francese del dipartimento dell'Aveyron della regione dell'Occitania.
È stato creato il 1º gennaio 2016 dalla fusione dei preesistenti comuni di La Bastide-l'Évêque, Saint-Salvadou e Vabre-Tizac.
Il capoluogo è la località di La Bastide-l'Évêque.